# Ahfir
Ahfir (en arabe : احفير , en berbère : ⴰⵃⴼⵉⵔ) est une ville du nord-est du Maroc, située dans la province de Berkane, dans la région de l'Oriental.
La ville est située à la frontière algéro-marocaine et la majorité de la population est originaire de la confédération berbère arabisée des At Iznasen. Depuis l’époque des colonisations françaises du XIXe siècle et du XXe siècle, la majorité de la population est arabophone et rares sont ceux qui parlent encore le berbère. Cependant, depuis l'officialisation de la langue berbère au Maroc en 2011, un processus d'enseignement de la langue berbère a été mis en place dans les écoles.
La ville s'appelait Martimprey-du-Kiss durant le protectorat Français.

## Géographie

### Localisation
Ahfir est située sur la rive gauche de l'oued Kiss, au pied des montagnes des Beni-Snassen entre la plaine de Triffa et celle de l'Angad, à proximité de la frontière entre le Maroc et l'Algérie.
Elle est reliée à Oujda par la voie rapide Oujda - Ahfir (35 km), à la station balnéaire Saïdia par la voie rapide Ahfir-Saïdia (21 km), à la ville de Berkane par une route nationale et à Nador via Saïdia par la Rocade méditerranéenne.
L’aéroport d'Oujda-Angads (à 25 km) est le plus proche aéroport de la ville et le port le plus proche est celui de Nador (à 90 km en passant par Saïdia et à 100 km en passant par Berkane).
| Rif                 | Mer Méditerranée (Maroc) Saïdia | Mer Méditerranée (Algérie) |
| Berkane Ain Reggada | Ahfir                           | Oranie (Algérie)           |
|                     | Beni-Drar Oujda                 |                            |

## Histoire
En 1859, le général français Edmond de Martimprey et son armée sont en guerre avec les autochtones. Pour se protéger, ils se replient près de l'oued Kiss en se barricadant derrière de grandes tranchées, dans un endroit appelé « Ahfir ». Ce nom, qui signifie « trous » en berbère, fait référence à la carrière minière qui était exploitée à cet endroit.
Le 29 mars 1907, les troupes françaises entrent massivement dans la région et prennent position. En 1908, le général Hubert Lyautey fonde officiellement un village à cet endroit sous le nom de Martimprey-du-Kiss en hommage au général français qui a combattu le premier dans cette région. Le village est alors un poste militaire et un carrefour où cohabitent les communautés marocaines, algériennes, françaises et espagnoles.
À l'indépendance du Maroc en 1956, le village retrouve son appellation d'origine, après une visite du roi Mohammed V dans la région.

## Données de l'époque coloniale
Population : La population du centre se composait d'environ 1 100 habitants dont environ 400 Européens. Petite garnison. Les bâtiments militaires occupaient l’emplacement du camp retranché à l'époque Martinprey en 1859. Le centre de Martimprey dépendait du contrôle civil des Beni-Snassen dont le chef-lieu était Berkane.
Les deux tribus rayonnant autour de Martimprey (Beni Khaled) comptaient environ 13 000 indigènes sous l’autorité des caïds Elyacoubi et Ould Ali.
- Douanes : Brigadier.
- Postes et télégraphes : Auvris : facteur receveur.

Cette petite ville a connu l'établissement d'un des premiers tribunaux modernes au Maroc; sa compétence s'étend jusqu'à Niima à près de 60 km.
- Écoles : Une école française à trois classes. Veron : directeur, FEKHIKHER Ben Aberrahman: moniteur.
- Aubergiste : Roussel
- Boulangers : Turrel ; Rocca ; Ricard.
- Cafés : Roussel ; Arrighi ; Bouhanna.
- Courtiers : Nantes de Lambert.
- Épiciers : Navarro ; Mirailles ; Bensoussen ; Bendenoun ; Cohen ; Bounouar ; Amsellem ; Choukroun.
- Fabricant de crin végétal : Cailler.
- Importation – Exportation : Baix.
- Meunier : Cailler
- Marché important de la région. Jours de marché : les lundis et les jeudis.
- Le climat et la nature des terres permettent des cultures variées, les coteaux se prêtent à la culture de la vigne.
- Agriculteurs propriétaires : Thévenot ; Gadhi ; Compagnie Marocaine ; Navarro ; Pitzini ; Combette ; Pérez ; Krauss ; Tripart ; Pellelier ; Mirailles ; Boukris ; Murcia ; Baix ;

## Données géographiques et administratives
- Climat : ~14 °C hiver, ~35 °C été
- Altitude : entre 232 et 262 m

Aux élections municipales de 2015, Mohamed Zerdali est devenu président de la commune urbaine d'Ahfir.

## Démographie
- 2004 : 19 482 hab.
- 2014 : 19 630 hab.
- 2018 : 20 811 hab.

## Enseignement
Ahfir relève de l'académie de l'Oriental.
Voici ci-dessous la liste des principaux établissements scolaires de la ville :